# Seo Taiji
Seo Taiji (서태지?, 徐太志?, Seo Tae-jiLR, Sŏ T'aejiMR), pseudonimo di Jung Hyun-chul (정현철?, 鄭鉉哲?, Jeong Hyeon-cheolLR, Chŏng Hyŏnch'ŏlMR; Seul, 21 febbraio 1972), è un cantante, musicista e compositore sudcoreano.
Dopo aver abbandonato gli studi superiori per perseguire la carriera musicale, è diventato una delle icone culturali più importanti e influenti della Corea del Sud, spesso definito "il Presidente della Cultura".

## Carriera
Seo Taiji è nato con il nome Jung Hyun-chul il 21 febbraio 1972 nel quartiere di Ganghoe-dong, distretto di Jongno, Seul, secondogenito di due figli (un maschio e una femmina). Affascinato dalla musica già in tenera età, a quattordici anni ha preso parte con quattro amici alla rock band amatoriale Sky Wall come bassista. Nel 1988, al primo anno di liceo, ha deciso di lasciare gli studi ritenendoli una perdita di tempo. Durante un'esibizione in un locale è stato notato da Shin Dae-chul, leader della band metal Sinawe, che lo ha invitato a unirsi al gruppo, per il quale ha adottato lo pseudonimo "Seo Taiji".
Dopo lo scioglimento degli Sinawe nel 1990, Seo ha fondato l'anno seguente il trio dei Seo Taiji and Boys. Il loro debutto nel 1992 con la canzone Nan arayo (난 알아요?; lett. "Io so") ha riscosso un tale successo da segnare un punto di svolta per il K-pop, imponendo la mescolanza tra rap e ballo come nuova tendenza del genere. Il gruppo si è sciolto improvvisamente il 31 gennaio 1996 dopo quattro album con il ritiro di Seo dalle scene e il suo trasferimento negli Stati Uniti. Il 7 luglio 1998 il cantante ha pubblicato un album solista senza titolo: noto come Seo Tai Ji, l'unica parola presente sulla copertina, è considerato il suo quinto album. Parlando dell'uscita della nuova opera nonostante si fosse ritirato, Seo ha dichiarato di "essersi accorto di non poter condurre una vita indipendente dalla musica" come aveva creduto. È tornato in Corea nel 2000 pubblicando Ultramania, che è stato seguito da 7th Issue (2004), al quale ha accompagnato la sua prima esibizione solista all'estero, a Vladivostok, in occasione del 120º anniversario dei rapporti diplomatici tra Russia e Corea del Sud. Nello stesso periodo ha fondato il festival di musica rock ETPFEST. Si è trasferito quindi in India per lavorare sull'ottavo album. Per il suo quindicesimo anniversario, nel 2007 ha pubblicato una raccolta di tutti i suoi pezzi e gli è stata dedicata una sala memoriale al COEX Mall di Seul.
Nel luglio 2008 è uscito il singolo 8th Atomos Part Moai, prima parte del nuovo album, e qualche mese dopo il cantante ha fondato la Great Seotaiji Symphony insieme al direttore d'orchestra Tolga Kashif e alla Royal Philharmonic Orchestra per esibirsi con alcuni suoi brani in una nuova versione che ha combinato rock e musica classica al Seoul World Cup Stadium. Ha chiuso l'anno con un party di beneficenza al Grand Hyatt Hotel di Seul, durante il quale sono stati raccolti oltre 2 milioni di won per la cura della sordità. Il 10 marzo 2009 ha pubblicato il secondo singolo estratto dall'ottavo album, 8th Atomos Part Secret, mentre il 13 giugno ha dato il via ad un tour di concerti in nove città coreane, intitolato The Möbius. L'ottavo album 8th Atomos è uscito il 1º luglio 2009.
Il nono album in studio, Quiet Night, è stato pubblicato cinque anni dopo, nell'ottobre 2014. È stato preceduto da due singoli, Sogyeokdong, una collaborazione con la cantante IU, e Christmalo.win. Nel 2017, in occasione del venticinquesimo anno di carriera, ha lanciato un progetto con alcuni artisti K-pop moderni per rivisitare alcuni suoi vecchi successi. All'opera hanno partecipato i BTS con una cover di Come Back Home (da Seo Taiji and Boys IV), gli Urban Zakapa con un riadattamento di Moai (da Atomos), e Younha.

## Vita privata
Seo è stato esentato dalla leva obbligatoria a causa di una perforazione gastrointestinale.
Il cantante e produttore discografico Shin Hae-chul era suo cugino di sesto grado.
Nel 1993 conobbe l'attrice Lee Ji-ah. La relazione venne tenuta segreta e la coppia si sposò il 12 ottobre 1997, vivendo tra Atlanta e l'Arizona fino al ritorno di Seo in Corea nel giugno 2000, dopodiché condussero vite separate. Lee chiese il divorzio negli Stati Uniti il 9 aprile 2006 citando differenze caratteriali e di stile di vita; la pratica venne conclusa quello stesso anno secondo Seo, nel 2009 secondo Lee. Nel gennaio 2011, Lee citò in giudizio l'ex marito per 5 miliardi di won, corrispondenti alla sua quota delle proprietà della coppia, e per 500 milioni di alimenti. La disputa legale fece trapelare la loro relazione passata, pubblicata in esclusiva da Sports Seoul il 21 aprile provocando uno scandalo. La coppia raggiunse un accordo nel luglio seguente. Nell'agosto 2014, Seo pubblicò un comunicato negando diverse affermazioni sul loro matrimonio fatte dalla ex moglie durante una puntata del talk show Healing Camp, gippeuji anihan-ga.
Il 26 giugno 2013 ha sposato l'attrice Lee Eun-sung al cospetto dei familiari più stretti presso la sua residenza a Pyeongchang-dong, nella zona nord di Seul. La coppia si era conosciuta nel 2008 in occasione delle riprese del video musicale di Bermuda Triangle per l'ottavo album del cantante e aveva iniziato a frequentarsi nel tardo 2009. Il 27 agosto 2014 hanno avuto una figlia, Jung Dam.

## Stile musicale e influenza

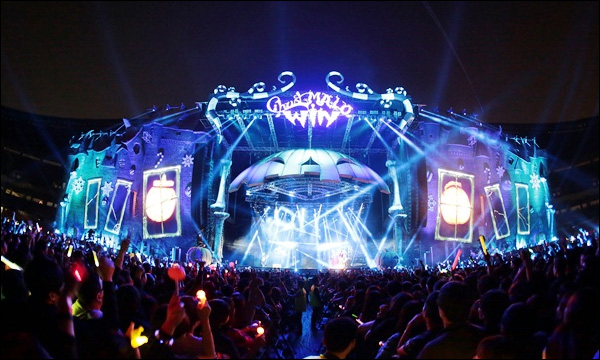
Seo Taiji in concerto nell'ottobre 2014.

Pur essendo riconosciuto come colui che ha dato il via alla comparsa degli idol, nella sua musica Seo Taiji fonde heavy metal, hard rock e hip hop in uno stile innovativo che si allontana dal K-pop mainstream. Nell'album Seo Tai Ji del 1998 ha incorporato rock alternativo e nu metal, e nelle opere successive ha effettuato sperimentazioni con l'hardcore punk in Ultramania (2000) e 7th Issue (2004), passando poi all'EDM e alla musica d'ambiente. Nell'ottavo album ha utilizzato un genere da lui battezzato "nature pound" (네이처 파운드?), caratterizzato dalla fusione tra drum and bass, rock e musica elettronica. I suoi testi affrontano temi sociali come la riunificazione della Corea, il sistema scolastico, i problemi dei giovani, l'industria musicale e l'aborto, esercitando molta influenza sul costume e sulla società coreana negli anni Novanta e valendogli il soprannome di "Presidente della Cultura". È considerato uno dei precursori della musica popolare che critica il governo sudcoreano e affronta i mali della società, motivo per il quale è stato spesso censurato. Seo ha indicato i BTS come propri successori musicali per le somiglianze tematiche tra la discografia del gruppo e la propria.

## Discografia

### Solista

#### Album studio
- 1998 – Seo Tai Ji
- 2000 – Ultramania
- 2004 – 7th Issue
- 2009 – Atomos
- 2014 – Quiet Night

#### Album dal vivo
- 2001 – Seotaiji Band Live Album 2000/2001
- 2003 – 6th Album Re-recording & ETPFEST Live
- 2005 – Seotaiji Live Tour Zero 04
- 2009 – The Great 2008 Seotaiji Symphony
- 2010 – 2009 Seotaiji Band Live Tour The Möbius
- 2015 – 2014 - 2015 Seotaiji Band Concert Tour 'Quiet Night'

#### Raccolte
- 2012 – Seotaiji & 20 (20th Anniversary Special Edition)
- 2017 – Seotaiji 25th Anniversary LP 'Time: Traveler'
- 2017 – Seotaiji 25th Anniversary Remake Album

#### Singoli
- 2001 – Feel the Soul
- 2004 – Watchout
- 2008 – 8th Atomos Part Moai
- 2008 – Bermuda Triangle
- 2009 – 8th Atomos Part Secret
- 2009 – In The Time Spent with You
- 2013 – Now
- 2014 – Sogyeokdong (feat. IU)
- 2014 – Christmalo.win
- 2015 – Christmalo.win TAK Remix

#### DVD e Blu-Ray
- 2001 – Seo Taiji Live Tour 2000-2001: The Taiji Speaks
- 2005 – Live Tour Zero 04
- 2005 – 2004 Seo Taiji Record of the 7th
- 2010 – The Great 2008 Symphony
- 2010 – 2009 Seotaiji Band Live Tour: The Mobius
- 2011 – Seotaiji 8th Atomos [The Film]
- 2012 – Seotaiji [&] 20: Here We Are
- 2013 – Etp Festival 08x09 Seotaiji
- 2014 – 2014-2015 Seotaiji Band Live Tour 'Quiet Night'
- 2017 – Seotaiji Record of the 9th 'Miracle'
- 2018 – Seotaiji 25 Time: Traveler

#### Cofanetti
- 2007 – & Seotaiji 15th Anniversary

## Riconoscimenti
- Mnet Asian Music Award
  - 2000 – Miglior esibizione rock per Ultramania[55]
  - 2004 – Miglior video rock per Live Wire[56]
  - 2008 – Miglior artista maschile per Moai[57]
  - 2008 – Candidatura Miglior esibizione rock per Moai[57]